# Lühe (Fluss)
Die Lühe (offizielle Abkürzung: Lü) ist ein 12,7 Kilometer langer, mit dem Quellfluss Aue 45,6 Kilometer langer, linker und südlicher Tidefluss der Elbe im Landkreis Stade in Niedersachsen an der Grenze von Erster und Zweiter Meile des Alten Landes. Sie ist eine Bundeswasserstraße der Klasse I, auf der die Seeschifffahrtsstraßen-Ordnung gilt. Zuständig ist das Wasserstraßen- und Schifffahrtsamt Elbe-Nordsee.

## Name
In den ersten schriftlichen Aufzeichnungen wird das Gewässer als Liam (786, 788, um 1075) bezeichnet. Der Name könnte auf *Līwa zurückgehen und mit der indogermanischen Wurzel *leiH- „gießen“ verwandt sein.

## Geografie

### Verlauf
Die Lühe beginnt in Horneburg unterhalb der Au-Mühle (km 0,00), wo die Aue mit dem Mittelkanal zusammenfließt und ab hier den Namen Lühe trägt. An der Mündung bei Elbe-km 645,43 bei Grünendeich befindet sich der Lühe-Anleger, wo die Lühe-Schulau-Fähre Halt macht. Die Lühemündung hat heute als Schutz- und Liegehafen für kleine Schiffe – vor allem für Sportboote – Bedeutung.

## Geschichte
1940 wurde zwei Kilometer oberhalb der Mündung ein Sturmflutsperrwerk errichtet. Ein neues Lühesperrwerk an der Mündung in der Hauptdeichlinie ist seit 1968 in Betrieb; die zehn Meter breite Öffnung wird durch Stemmtore verschlossen.
Früher verkehrten auf dem Fluss die typischen Lühe-Jollen und Lühe-Ewer, die besonders zwischen 1910 und 1939 für den Transport von Obst aus dem Obstanbaugebiet Altes Land und anderen landwirtschaftlichen Produkten eingesetzt wurden.

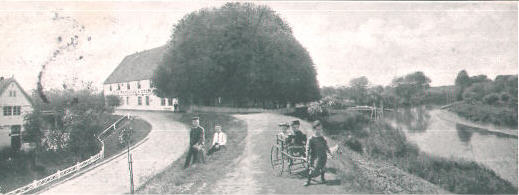
Fährhaus um 1900
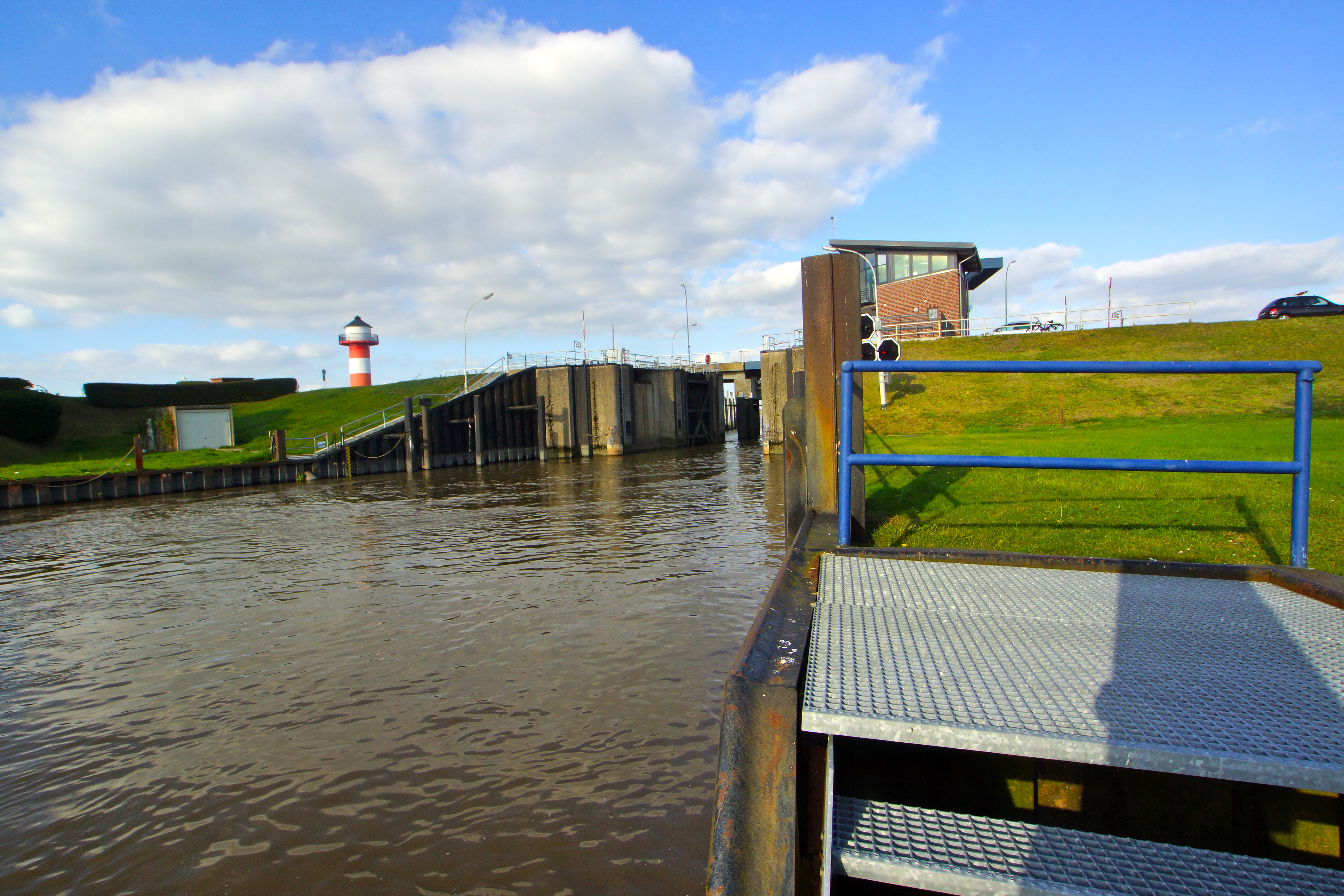
Lühesperrwerk
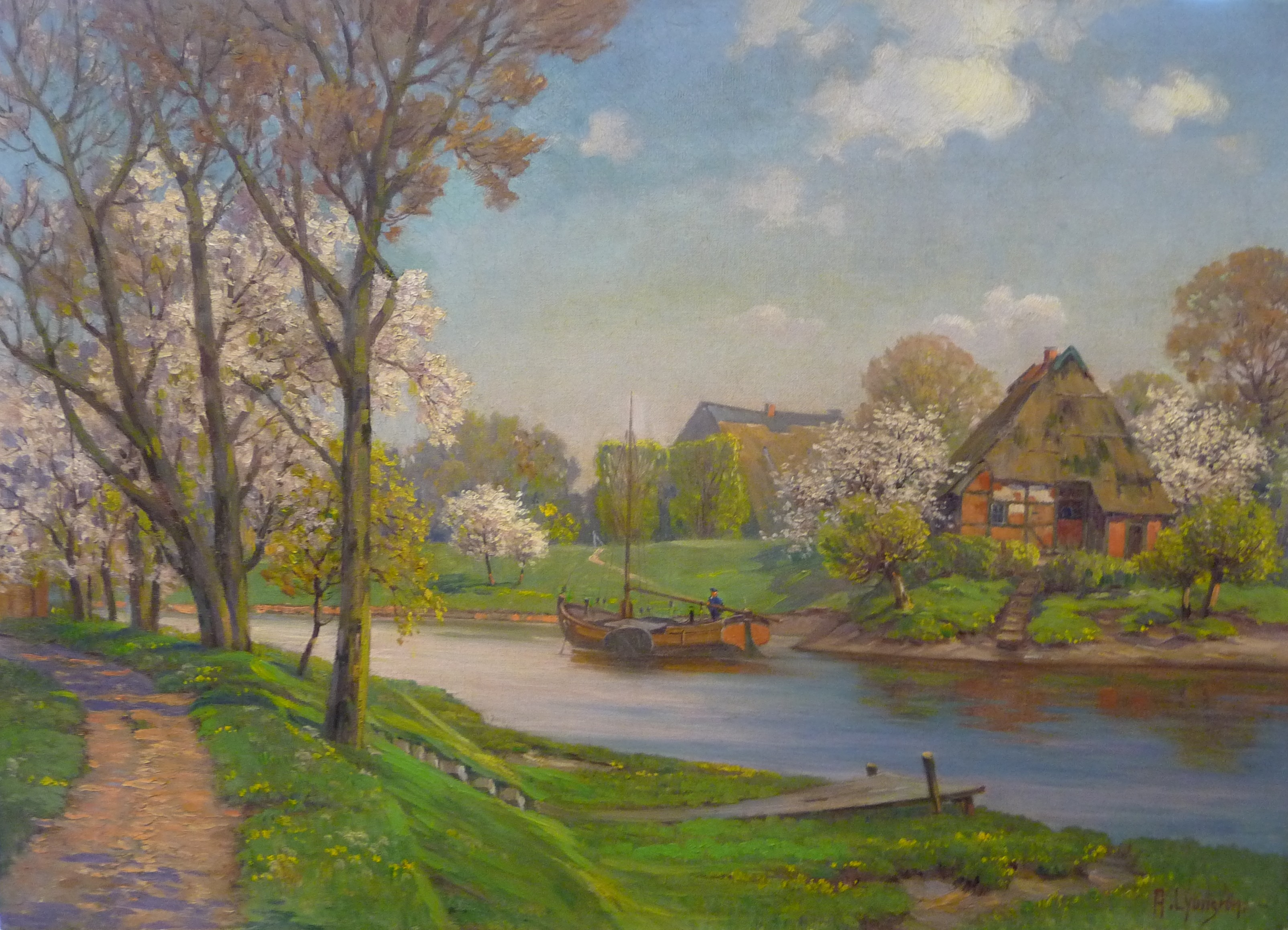
Arnold Lyongrün: Ewer im Frühling auf der Lühe (1904)